# Ludovico II Pico della Mirandola
Ludovico II Pico, talvolta riportato anche come Lodovico II Pico (Mirandola, 1525 – Mirandola, 18 novembre 1568), è stato un nobile e condottiero italiano, conte di Mirandola e di Concordia dal 1550 fino alla sua morte.

## Biografia

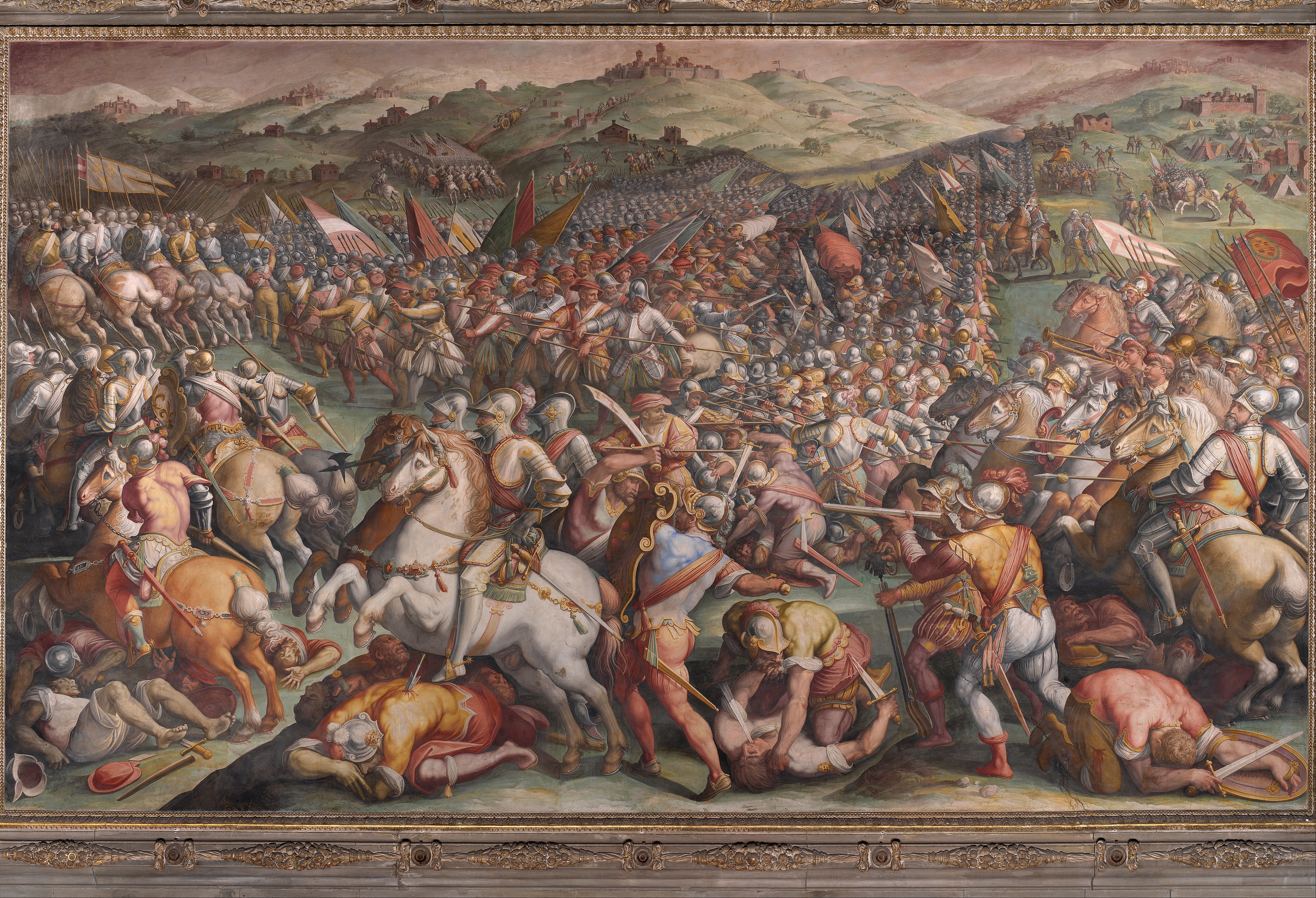
Giorgio Vasari, La battaglia di Marciano in Val di Chiana (Salone dei Cinquecento in Palazzo Vecchio, Firenze)

Era figlio di Galeotto II Pico e di Ippolita Gonzaga. Il padre, dopo aver ucciso lo zio Gianfrancesco II nel 1533, si mise sotto la protezione del re di Francia e nel 1536 inviò i figli, tra i quali Ludovico II, alla corte di re Francesco I.
Morto il padre nel 1550, Ludovico rientrò dalla Francia per prendere possesso dei suoi feudi. Le lotte tra gli imperiali, appoggiati dallo Stato Pontificio, e i francesi di Enrico II di Valois per il dominio su Parma e Piacenza a seguito della morte di Pierluigi Farnese, portarono al lungo assedio della Mirandola del 1551, durato 10 mesi, pervenendo ad una tregua solo nel 1552. Gran parte delle monete fatte coniare da Ludovico II alla zecca della Mirandola, soprattutto dopo l'assedio per rifarsi delle spese di guerra, sono caratterizzate da allegorie che richiamano la sconfitta del papa (trofei di guerra, armature con rami d'ulivo, flutti che si infrangono contro uno scoglio, la personificazione della Fama che porta una luce nella mano destra, anziché suonare la tromba della vittoria) e furono coniate in gran numero per ripagare i costi della guerra.

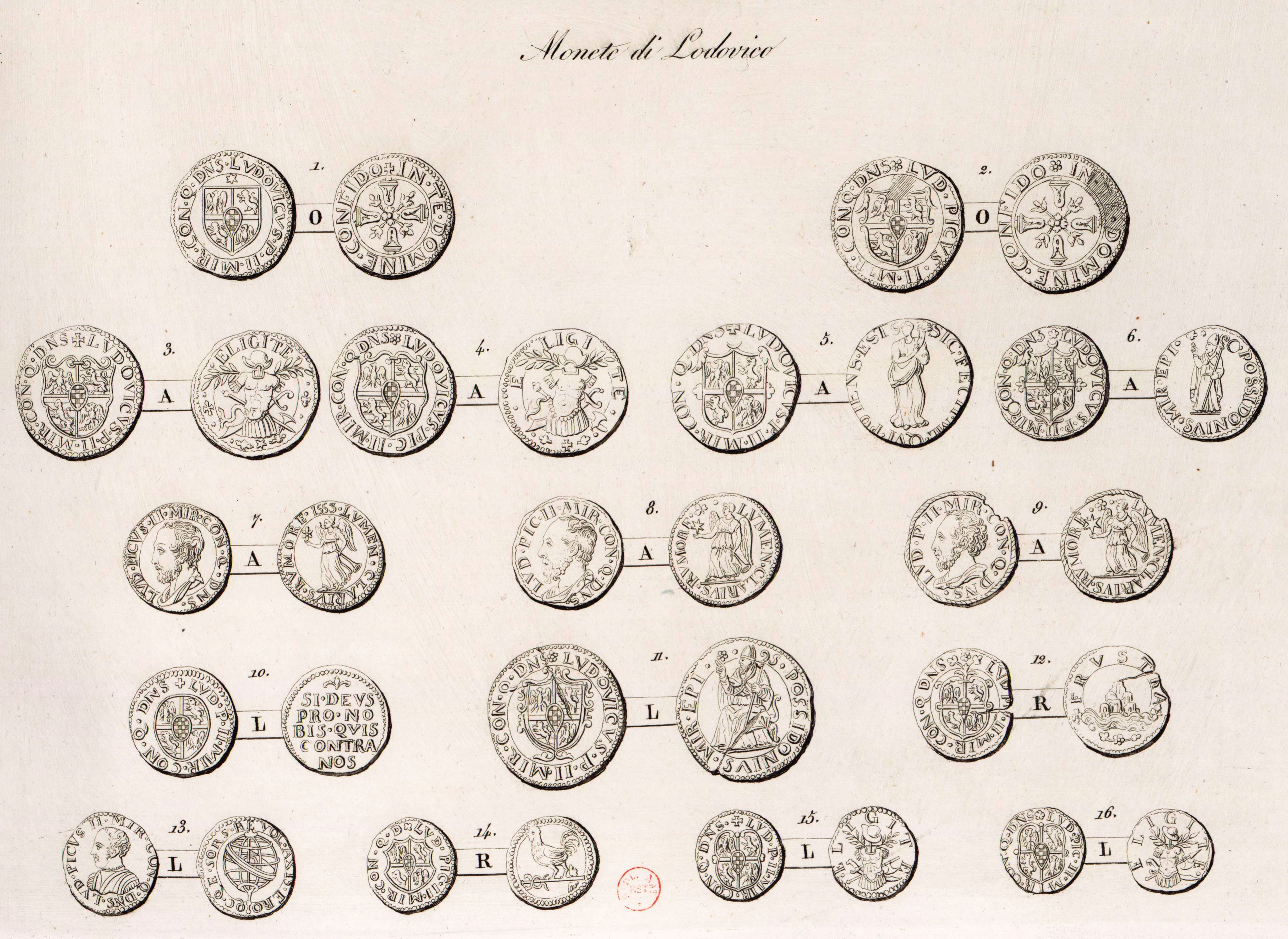
Monete coniate sotto Ludovico II Pico dalla zecca della Mirandola

Nel 1554, col grado di generale della cavalleria, partecipò alla difesa di Siena, assediata da Cosimo I de' Medici, uscendo sconfitto nella battaglia di Marciano. Si ritirò nel castello della Mirandola, dove fece innalzare la torre dell'orologio nel 1561, allargò le mura della Mirandola per includere la chiesa di San Francesco e il suo convento. Fece realizzare al pittore veneziano Jacopo Palma il Giovane le Favole di Psiche, oggi esposte al Palazzo Ducale di Mantova.
Rimasto vedovo nel 1555, il 5 settembre 1560, tramite procura consegnata al capitano Nicolò Loschi, chiese in sposa Fulvia da Correggio. Il matrimonio celebrato nel 1561 portò in dote la grande somma di 80.000 scudi, ma soprattutto contribuì a riappacificare la famiglia Pico con i sovrani d'Austria e di Spagna dopo la Pace di Cateau-Cambrésis, oltre a rinsaldare i rapporti tra i Gonzaga e gli Este.
Nel novembre 1568 scoprì una congiura di alcuni traditori che volevano ucciderlo in nome di Girolamo Pico (nipote di Gianfrancesco II); dopo averli fatti giustiziare e confiscati i loro beni, passati otto giorni morì a 43 anni d'età anche Ludovico II, forse per avvelenamento.
Essendo i tre figli eredi ancora minorenni, la reggenza della contea della Mirandola e della Concordia passò alla moglie contessa Fulvia da Correggio.

## Ricordo
Un'armatura in ferro brunito e dorato appartenuta a Ludovico II è conservata presso la sezione "Caccia di corte e armeria" del Museo di storia dell'arte di Vienna.
Il museo "Monteriggioni in arme", inaugurato nel 2009 a Monteriggioni, espone una riproduzione dell'armatura alla francese da cavallo utilizzata nel 1554 da Ludovico II Pico nella battaglia di Marciano.

## Discendenza

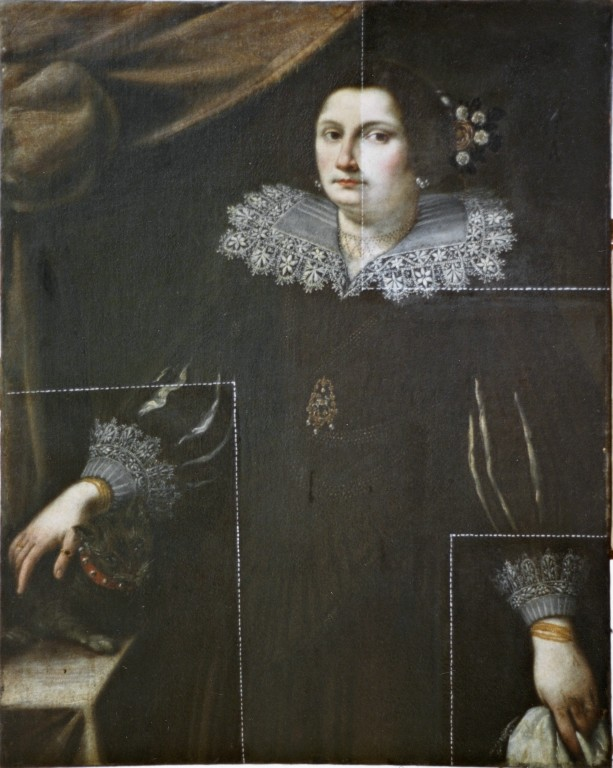
Fulvia da Correggio

Ludovico II Pico sposò a Ferrara nel settembre 1553 in prime nozze Renata d'Este († 29 novembre 1555), figlia illegittima del cardinale Ippolito d'Este. Dalla loro unione nacque una figlia:
1. Ippolita Caterina Pico (* 9 agosto 1554 – † 4 agosto 1610 1610][11]), a Mirandola nel 1573 sposò Alfonso Piccolomini Todeschini, duca di Montemarciano.[1]

Nel settembre 1560 sposò a Correggio in seconde nozze Fulvia da Correggio, figlia del conte Ippolito da Correggio e di Chiara da Correggio. Ebbero i seguenti figli:
1. Renea Margherita Pico (* 3 settembre 1562 – † 3 settembre 1607[13]), nel 1589 sposò  Francesco Salviati, signore di Grotta Minarda[1] (o Grotta Mingarda[14] o Grotta Marozza[15]), patrizio fiorentino e nipote del cardinale Anton Maria Salviati.[1]
2. Galeotto III Pico (* 1563 – † 1597), successore del padre dopo la sua morte, abdicò nel 1592 per motivi di salute.[1] Non si sposò e non ebbe figli;
3. Federico II Pico (* 1564 – † 1602), successore del fratello Galeotto III dopo la sua abdicazione.[1] Sposò Ippolita d'Este, ma non ebbe discendenza.[1]
4. Alessandro I Pico (* 1566 – † 1637), successore del fratello Federico II dopo la sua morte senza eredi.[1] Sposò Laura d'Este ed ebbe solo figlie femmine, oltre a un figlio maschio illegittimo;[1]
5. Giovanni Pico (* 1567 – † 1568);[1]
6. Ludovico Pico (* 1569 – † 1569);[1]

## Ascendenza
|                                  |                       |                                          | Genitori                          |  |  | Nonni |  |  | Bisnonni        |  |  | Trisnonni            |  |
|                                  |                       |                                          |                                   |  |  |       |  |  | Galeotto I Pico |  |  | Gianfrancesco I Pico |  |
|                                  |                       |                                          |                                   |  |  |       |  |  | Galeotto I Pico |  |  | Gianfrancesco I Pico |  |
|                                  |                       | Giulia Boiardo                           |                                   |  |  |       |  |  | Galeotto I Pico |  |  |                      |  |
| Ludovico I Pico                  |                       |                                          |                                   |  |  |       |  |  | Galeotto I Pico |  |  |                      |  |
|                                  |                       | Bianca d'Este                            | Niccolò III d'Este                |  |  |       |  |  |                 |  |  |                      |  |
|                                  |                       | Bianca d'Este                            | Niccolò III d'Este                |  |  |       |  |  |                 |  |  |                      |  |
|                                  |                       | Bianca d'Este                            | Anna de' Roberti                  |  |  |       |  |  |                 |  |  |                      |  |
| Galeotto II Pico                 |                       | Bianca d'Este                            |                                   |  |  |       |  |  |                 |  |  |                      |  |
|                                  |                       | Gian Giacomo Trivulzio                   | Antonio Trivulzio                 |  |  |       |  |  |                 |  |  |                      |  |
|                                  |                       | Gian Giacomo Trivulzio                   | Antonio Trivulzio                 |  |  |       |  |  |                 |  |  |                      |  |
|                                  |                       | Gian Giacomo Trivulzio                   | Francesca Visconti                |  |  |       |  |  |                 |  |  |                      |  |
| Francesca Trivulzio              |                       | Gian Giacomo Trivulzio                   |                                   |  |  |       |  |  |                 |  |  |                      |  |
|                                  |                       | ?                                        | ?                                 |  |  |       |  |  |                 |  |  |                      |  |
|                                  |                       | ?                                        | ?                                 |  |  |       |  |  |                 |  |  |                      |  |
|                                  |                       | ?                                        | ?                                 |  |  |       |  |  |                 |  |  |                      |  |
| Ludovico II Pico della Mirandola |                       | ?                                        |                                   |  |  |       |  |  |                 |  |  |                      |  |
|                                  | Gianfrancesco Gonzaga | Ludovico II Gonzaga, marchese di Mantova |                                   |  |  |       |  |  |                 |  |  |                      |  |
|                                  | Gianfrancesco Gonzaga | Ludovico II Gonzaga, marchese di Mantova |                                   |  |  |       |  |  |                 |  |  |                      |  |
|                                  | Gianfrancesco Gonzaga | Barbara di Brandeburgo                   |                                   |  |  |       |  |  |                 |  |  |                      |  |
| Ludovico Gonzaga                 | Gianfrancesco Gonzaga |                                          |                                   |  |  |       |  |  |                 |  |  |                      |  |
|                                  |                       | Antonia del Balzo                        | Pirro del Balzo                   |  |  |       |  |  |                 |  |  |                      |  |
|                                  |                       | Antonia del Balzo                        | Pirro del Balzo                   |  |  |       |  |  |                 |  |  |                      |  |
|                                  |                       | Antonia del Balzo                        | Maria Donata Orsini               |  |  |       |  |  |                 |  |  |                      |  |
| Ippolita Gonzaga                 |                       | Antonia del Balzo                        |                                   |  |  |       |  |  |                 |  |  |                      |  |
|                                  |                       | Gianluigi II Fieschi                     | Gianluigi I Fieschi               |  |  |       |  |  |                 |  |  |                      |  |
|                                  |                       | Gianluigi II Fieschi                     | Gianluigi I Fieschi               |  |  |       |  |  |                 |  |  |                      |  |
|                                  |                       | Gianluigi II Fieschi                     | Luisetta Fregoso                  |  |  |       |  |  |                 |  |  |                      |  |
| Francesca Fieschi                |                       | Gianluigi II Fieschi                     |                                   |  |  |       |  |  |                 |  |  |                      |  |
|                                  |                       | Caterina Del Carretto                    | Giovanni I Lazzarino Del Carretto |  |  |       |  |  |                 |  |  |                      |  |
|                                  |                       | Caterina Del Carretto                    | Giovanni I Lazzarino Del Carretto |  |  |       |  |  |                 |  |  |                      |  |
|                                  |                       | Caterina Del Carretto                    | Viscontina Adorno                 |  |  |       |  |  |                 |  |  |                      |  |
|                                  |                       | Caterina Del Carretto                    |                                   |  |  |       |  |  |                 |  |  |                      |  |